# Rysslands federala städer
Ryssland är indelat i 85 federationssubjekt, varav tre är federala städer, Moskva, Sankt Petersburg och Sevastopol.
|  | Nr på kartan | Kod | ISO-kod | Namn             | Flagga | Vapen | Federalt distrikt              | Ekonomisk region | Areal (km²) | Folkmängd  |
|  | ------------ | --- | ------- | ---------------- | ------ | ----- | ------------------------------ | ---------------- | ----------- | ---------- |
|  | 1            | 77  | MOW     | Moskva           |        |       | Centrala federala distriktet   |                  | 2 511       | 12 197 596 |
|  | 2            | 78  | SPE     | Sankt Petersburg |        |       | Nordvästra federala distriktet |                  | 1 439       | 5 191 690  |
|  | 3            | 92  |         | Sevastopol       |        |       | Södra federala distriktet      |                  | 864         | 412 630    |